# Riqueza de espécies

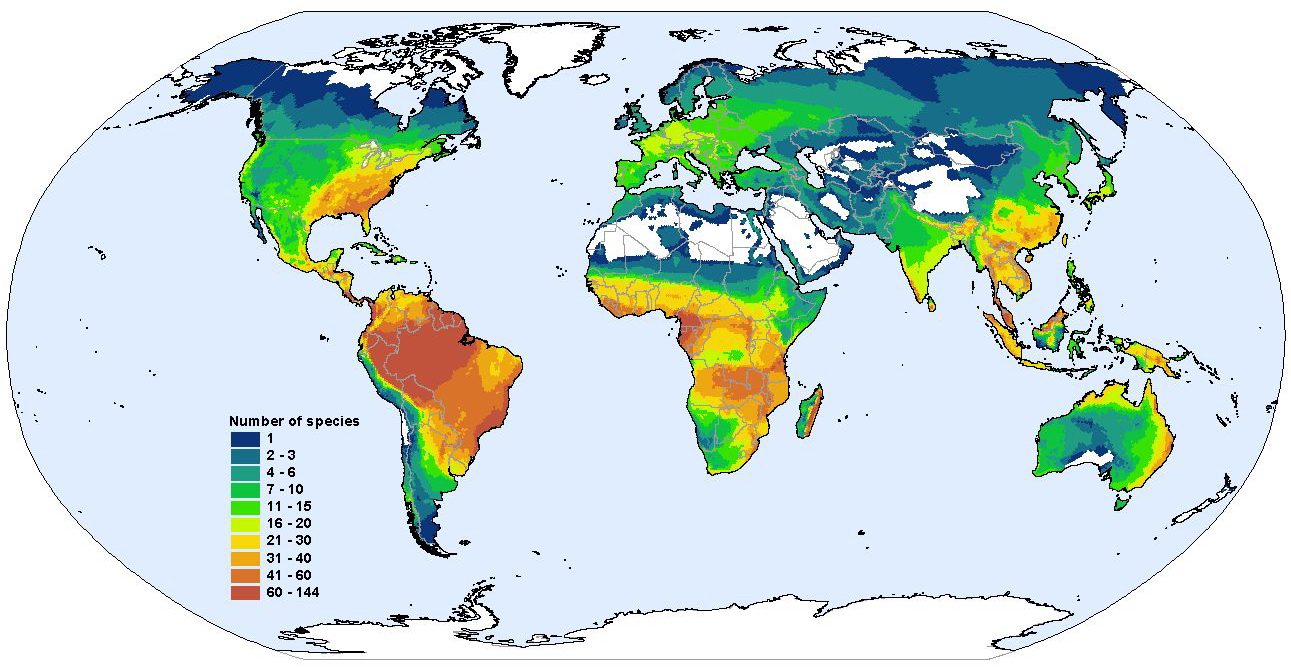
Diversidade de espécies de anfíbios identificados no Mapa Mundi e sua distribuição.

Riqueza de espécies ou riqueza específica é um termo utilizado na ecologia para designar o número de espécies de uma determinada região, sendo a unidade fundamental para a avaliação da homogeneidade de um ambiente. Não se pode confundir riqueza específica com diversidade específica. Tipicamente, a riqueza específica é utilizada em estudos de conservação para determinar a sensibilidade de ecossistemas e as espécies que nele vivem.
A riqueza de espécies refere-se a abundância numérica de uma determinada área geográfica, região ou comunidade;
A equidade, equitabilidade e igualdade refere-se ao padrão de distribuição de indivíduos entre as espécies, sendo proporcional a diversidade, exceto se houver co-dominância de uma espécie;
A dominância, refere-se a dominância de uma ou mais espécies numa determinada comunidade, habitat ou região.

## Maior riqueza de espécies nos trópicos
"As regiões tropicais estão localizadas em uma área muito importante do planeta: na área de maior incidência solar, próximas da linha do equador. Elas tem como característica principal elevadas temperaturas, com médias anuais em torno dos 27 º C e possui também elevada umidade (90%) com altos índices de evaporação, o que acarreta na formação de chuvas em grande quantidades (2.000 a 3.000 milímetros por ano)."
"Uma vez que o equador é inclinado em direção ao sol, as áreas equatoriais (ou  tropicais) recebem mais luz solar direta do que as outras partes do planeta. O ar quente retém mais umidade que o ar frio, aumentando a capacidade de retenção de água em torno dos trópicos. O movimento de rotação do planeta faz com que o ar seco dos trópicos (que perdeu umidade em forma de chuva local) se mova para as regiões polares (distantes acima e abaixo da linha do equador). Ele se torna mais frio e desce absorvendo água, porém, em seguida se desloca novamente, distanciando-se dos polos e ganhando calor à medida que se aproxima da região equatorial, perdendo água em forma de chuva. Este ciclo se repete constantemente e muitas vezes sofre influências também das correntes marítimas, causando vários fenômenos climáticos ao longo dos anos." 
"Estas características propiciam a sobrevivência de muitas espécies por conta principalmente da grande quantidade de organismos produtores primários ocorrentes nos trópicos. Devido à alta taxa de radiação solar recebida à todo momento, as espécies vegetais são favorecidas e atingem sempre as suas taxas máximas de fotossíntese. As plantas mais comuns nas regiões tropicais são as do tipo C3 (veja o post Plantas C3, C4 e CAM). Elas apresentam uma grande taxa fotossintética, grande transpiração (perda de água por evaporação), e são consideradas muito produtivas, justamente por serem organismos fundamentais na sustentação dos outros níveis tróficos nos ecossistemas das regiões tropicais, pela alta taxa de fixação de carbono.
As florestas pluviais tropicais representam o pico de diversidade biológica: todos os outros biomas do planeta sofrem de uma pobreza de recursos ou condições fortemente restritivas. Não é à toa que estas florestas constituem o bioma mais produtivo da terra, com produtividade superior a 1.000 g de carbono fixado por metro quadrado por ano!
Um vegetal possui a razão C:N (carbono nitrogênio) 40:1, enquanto que os animais tendem a apresentar a razão C:N 10:1. Isso é resultado das interações com os organismos produtores primários. As plantas fixam o nitrogênio obtido nos solos (e algumas até o fixa da própria atmosfera) juntamente com o carbono obtido durante a fotossíntese. Quando os herbívoros as comem, eles acumulam em seus corpos grandes quantidades de compostos nitrogenados, eliminando em suas excretas fibras e compostos altamente ricos em carbono. Porém, quando os carnívoros e os carnívoros de topo se alimentam dos herbívoros, eles obtêm ainda mais nitrogênio e carbono, e suas excretas são ricas em compostos nitrogenados. Este ciclo é fortemente observado nas espécies das regiões tropicais (mas também em outras regiões com produtividade primária baixa, como nas florestas de coníferas no hemisfério norte).
Assim sendo, com uma base produtiva gigante, as regiões tropicais constituem uma área extremamente propícia para o desenvolvimento e a sobrevivência de várias outras espécies. Isso ocorreu ao longo da evolução e das modificações ocorrentes no planeta, tendo em vista que há cerca de 200 milhões de anos o supercontinente Gondwana se encontrava também nesta região quente e úmida, que favoreceu a sobrevivência dos organismos produtores ao longo dos processos evolutivos, e que, consequentemente também favoreceu o desenvolvimento e amplitude dos mais variados níveis tróficos." 
"A riqueza poderia estar relacionada a um aumento na produtividade, uma vez que ela se altera dos polos em direção ao equador. Certamente, de maneira geral, há mais calor e energia radiante nas regiões tropicais e, como discutido na Seção 10.3.1, ambos os parâmetros tendem a estar associados a uma riqueza de espécies, embora o aumento na produtividade, ao menos em alguns casos, tenha sido associado á redução da riqueza.
Além disso, a luz e o calor não são os únicos determinantes de produtividade vegetal. Os solos nos trópicos tendem, em média, a ter concentrações mais baixas de nutrientes, se comparados aos solos temperados. A riqueza dos trópicos deve, dessa forma, refletir sua baixa produtividade. De fato, os solos tropicais são pobres em nutrientes, porque muitos deles estão estocados na própria biomassa dessas regiões. Um argumento em favor da produtividade deve ser realizado como segue. A luz, temperatura e regimes hídricos dos trópicos levam a uma grande produção de biomassa nas comunidades, mas não necessariamente a comunidades mais diversas. Isso leva a solos pobres em nutrientes e talvez a uma maior variação de regimes luminosos tenderia a provocar uma maior riqueza de espécies vegetais e, assim, a um aumento na diversidade animal também. Certamente não existe uma simples "explicação da produtividade" para a tendência latitudinal em riqueza." 
Segundo o dito cujo de ecologia, não há uma explicação exata e definitiva, mas sim uma rudimentar e incompleta.